# ژاک-آرنو پنان
ژاک-آرنو پنان (به فرانسوی: Jacques-Arnaud Penent) نویسنده و روزنامه‌نگار قرن بیستم میلادی اهل فرانسه است.